# A nagy pénzrablás epizódjainak listája
Ez a lap A nagy pénzrablás című spanyol sorozat epizódjait tartalmazza.

## Évadáttekintés
| Rész                          | Rész | Évad | Epizód | Epizód            | Eredeti sugárzás    | Eredeti sugárzás             | Eredeti sugárzás               | Magyar sugárzás                | Magyar sugárzás            | Magyar sugárzás |
| Rész                          | Rész | Évad | Epizód | Epizód            | Évadbemutató        | Évadzáró                     | Eredeti adó                    | Évadbemutató                   | Évadzáró                   | Magyar adó      |
| ----------------------------- | ---- | ---- | ------ | ----------------- | ------------------- | ---------------------------- | ------------------------------ | ------------------------------ | -------------------------- | --------------- |
|                               | 1.   | 1.   | 13     | 13                | 2017. május 2.      | 2017. június 27.             | Antena 3                       | 2019. október 4. (felirat)     | 2019. október 4. (felirat) |                 |
| 2020. november 15. (szinkron) | 1.   | 1.   | 13     | 13                | 2017. május 2.      | 2017. június 27.             | Antena 3                       |                                |                            |                 |
|                               | 2.   | 1.   | 9      | 9                 | 2017. október 16.   | 2017. november 23.           | Antena 3                       | 2019. október 4. (felirat)     | 2019. október 4. (felirat) |                 |
| 2020. november 30. (szinkron) | 2.   | 1.   | 9      | 9                 | 2017. október 16.   | 2017. november 23.           | Antena 3                       |                                |                            |                 |
|                               | 3.   | 2.   | 8      | 8                 | 2019. július 19.    | 2019. július 19.             |                                | 2019. október 4. (felirat)     | 2019. október 4. (felirat) |                 |
| 2021. február 13. (szinkron)  | 3.   | 2.   | 8      | 8                 | 2019. július 19.    | 2019. július 19.             |                                |                                |                            |                 |
|                               | 4.   | 2.   | 8      | 8                 | 2020. április 3.    | 2020. április 3.             | 2020. április 3. (felirat)     | 2020. április 3. (felirat)     |                            |                 |
| 2021. február 13. (szinkron)  | 4.   | 2.   | 8      | 8                 | 2020. április 3.    | 2020. április 3.             |                                |                                |                            |                 |
|                               | 5.   | 3.   | 10     | 5                 | 2021. szeptember 3. | 2021. szeptember 3.          | 2021. szeptember 3. (szinkron) | 2021. szeptember 3. (szinkron) |                            |                 |
| 5                             | 5.   | 3.   | 10     | 2021. december 3. | 2021. december 3.   | 2021. december 3. (szinkron) | 2021. december 3. (szinkron)   |                                |                            |                 |

## Epizódok

### 1. évad: 1. és 2. rész (2017)
| Sor.    | Év.     | Eredeti cím                 | Magyar cím                     | Rendező | Író | Premier                                                                     |
| 1. rész | 1. rész | 1. rész                     | 1. rész                        | 1. rész | 1. rész | 1. rész                                                                     |
| ------- | ------- | --------------------------- | ------------------------------ | --- | --- | --------------------------------------------------------------------------- |
| 1.      | 1.      | Efectuar lo acordado        | 1. epizód                      | Jesús Colmenar | Álex Pina és Esther Martínez Lobato                                                                                           | 2017. május 2. 2019. október 4. (felirat) 2020. november 15. (szinkron)     |
| 1.      | 1.      | Efectuar lo acordado        | 2. epizód                      | Jesús Colmenar | Álex Pina és Esther Martínez Lobato                                                                                           | 2017. május 2. 2019. október 4. (felirat) 2020. november 15. (szinkron)     |
| 2.      | 2.      | Imprudencias letales        | Miguel Ángel Vivas             | Álex Pina, Esther Martínez Lobato, Javier Gómez Santander, Pablo Roa, Fernando Sancristóbal és David Barrocal                 | 2017. május 9. 2019. október 4. (felirat) 2020. november 15. (szinkron)                                                       |                                                                             |
| 2.      | 2.      | Imprudencias letales        | Miguel Ángel Vivas             | Álex Pina, Esther Martínez Lobato, Javier Gómez Santander, Pablo Roa, Fernando Sancristóbal és David Barrocal                 | 2017. május 9. 2019. október 4. (felirat) 2020. november 15. (szinkron)                                                       | 3. epizód                                                                   |
| 3.      | 3.      | Errar al disparar           | 4. epizód                      | Álex Rodrigo | Álex Pina, Esther Martínez Lobato és David Barrocal                                                                           | 2017. május 16. 2019. október 4. (felirat) 2020. november 15. (szinkron)    |
| 3.      | 3.      | Errar al disparar           | 5. epizód                      | Álex Rodrigo | Álex Pina, Esther Martínez Lobato és David Barrocal                                                                           | 2017. május 16. 2019. október 4. (felirat) 2020. november 15. (szinkron)    |
| 4.      | 4.      | Caballo de Troya            | Alejandro Bazzano              | Álex Pina, Esther Martínez Lobato, Javier Gómez Santander, Pablo Roa, Fernando Sancristóbal és David Barrocal                 | 2017. május 23. 2019. október 4. (felirat) 2020. november 15. (szinkron)                                                      |                                                                             |
| 4.      | 4.      | Caballo de Troya            | Alejandro Bazzano              | Álex Pina, Esther Martínez Lobato, Javier Gómez Santander, Pablo Roa, Fernando Sancristóbal és David Barrocal                 | 2017. május 23. 2019. október 4. (felirat) 2020. november 15. (szinkron)                                                      | 6. epizód                                                                   |
| 5.      | 5.      | El día de la marmota        | 7. epizód                      | Jesús Colmenar | Álex Pina, Esther Martínez Lobato, Javier Gómez Santander, Pablo Roa, Fernando Sancristóbal és David Barrocal                 | 2017. május 30. 2019. október 4. (felirat) 2020. november 15. (szinkron)    |
| 5.      | 5.      | El día de la marmota        | 8. epizód                      | Jesús Colmenar | Álex Pina, Esther Martínez Lobato, Javier Gómez Santander, Pablo Roa, Fernando Sancristóbal és David Barrocal                 | 2017. május 30. 2019. október 4. (felirat) 2020. november 15. (szinkron)    |
| 6.      | 6.      | La cálida Guerra Fría       | Miguel Ángel Vivas             | Álex Pina, Esther Martínez Lobato, Javier Gómez Santander és Fernando Sancristóbal                                            | 2017. június 6. 2019. október 4. (felirat) 2020. november 15. (szinkron)                                                      |                                                                             |
| 6.      | 6.      | La cálida Guerra Fría       | Miguel Ángel Vivas             | Álex Pina, Esther Martínez Lobato, Javier Gómez Santander és Fernando Sancristóbal                                            | 2017. június 6. 2019. október 4. (felirat) 2020. november 15. (szinkron)                                                      | 9. epizód                                                                   |
| 7.      | 7.      | Refrigerada inestabilidad   | 10. epizód                     | Álex Rodrigo | Álex Pina, Esther Martínez Lobato, Pablo Roa és Esther Morales                                                                | 2017. június 13. 2019. október 4. (felirat) 2020. november 15. (szinkron)   |
| 7.      | 7.      | Refrigerada inestabilidad   | 11. epizód                     | Álex Rodrigo | Álex Pina, Esther Martínez Lobato, Pablo Roa és Esther Morales                                                                | 2017. június 13. 2019. október 4. (felirat) 2020. november 15. (szinkron)   |
| 8.      | 8.      | Tú lo has buscado           | Alejandro Bazzano              | Álex Pina, Esther Martínez Lobato, Javier Gómez Santander, Pablo Roa és Fernando Sancristóbal                                 | 2017. június 20. 2019. október 4. (felirat) 2020. november 15. (szinkron)                                                     |                                                                             |
| 8.      | 8.      | Tú lo has buscado           | Alejandro Bazzano              | Álex Pina, Esther Martínez Lobato, Javier Gómez Santander, Pablo Roa és Fernando Sancristóbal                                 | 2017. június 20. 2019. október 4. (felirat) 2020. november 15. (szinkron)                                                     | 12. epizód                                                                  |
| 9.      | 9.      | El que la sigue la consigue | 13. epizód                     | Jesús Colmenar | Álex Pina, Esther Martínez Lobato, Javier Gómez Santander, Pablo Roa, Fernando Sancristóbal és Esther Morales                 | 2017. június 27. 2019. október 4. (felirat) 2020. november 15. (szinkron)   |
| 2. rész |         |                             |                                | | |                                                                             |
| 10.     | 1.      | Se acabaron las máscaras    | 1. epizód                      | Jesús Colmenar | Álex Pina és Esther Martínez Lobato                                                                                           | 2017. október 16. 2019. október 4. (felirat) 2020. november 30. (szinkron)  |
| 10.     | 1.      | Se acabaron las máscaras    | 2. epizód                      | Jesús Colmenar | Álex Pina és Esther Martínez Lobato                                                                                           | 2017. október 16. 2019. október 4. (felirat) 2020. november 30. (szinkron)  |
| 11.     | 2.      | La cabeza del plan          | Alejandro Bazzano              | Álex Pina, Esther Martínez Lobato, Javier Gómez Santander, Pablo Roa, Fernando Sancristóbal, Esther Morales és David Barrocal | 2017. október 23. 2019. október 4. (felirat) 2020. november 30. (szinkron)                                                    |                                                                             |
| 11.     | 2.      | La cabeza del plan          | Alejandro Bazzano              | Álex Pina, Esther Martínez Lobato, Javier Gómez Santander, Pablo Roa, Fernando Sancristóbal, Esther Morales és David Barrocal | 2017. október 23. 2019. október 4. (felirat) 2020. november 30. (szinkron)                                                    | 3. epizód                                                                   |
| 12.     | 3.      | Cuestión de eficacia        | 4. epizód                      | Javier Quintas | Álex Pina, Esther Martínez Lobato, Javier Gómez Santander, Pablo Roa, Fernando Sancristóbal, Esther Morales és David Barrocal | 2017. november 2. 2019. október 4. (felirat) 2020. november 30. (szinkron)  |
| 12.     | 3.      | Cuestión de eficacia        | 5. epizód                      | Javier Quintas | Álex Pina, Esther Martínez Lobato, Javier Gómez Santander, Pablo Roa, Fernando Sancristóbal, Esther Morales és David Barrocal | 2017. november 2. 2019. október 4. (felirat) 2020. november 30. (szinkron)  |
| 13.     | 4.      | ¿Qué hemos hecho?           | Jesús Colmenar és Alex Rodrigo | Álex Pina, Esther Martínez Lobato, Javier Gómez Santander, Pablo Roa, Fernando Sancristóbal és David Barrocal                 | 2017. november 9. 2019. október 4. (felirat) 2020. november 30. (szinkron)                                                    |                                                                             |
| 13.     | 4.      | ¿Qué hemos hecho?           | Jesús Colmenar és Alex Rodrigo | Álex Pina, Esther Martínez Lobato, Javier Gómez Santander, Pablo Roa, Fernando Sancristóbal és David Barrocal                 | 2017. november 9. 2019. október 4. (felirat) 2020. november 30. (szinkron)                                                    | 6. epizód                                                                   |
| 14.     | 5.      | A contrarreloj              | 7. epizód                      | Alejandro Bazzano | Álex Pina, Esther Martínez Lobato, Javier Gómez Santander, Pablo Roa, Fernando Sancristóbal és David Barrocal                 | 2017. november 16. 2019. október 4. (felirat) 2020. november 30. (szinkron) |
| 14.     | 5.      | A contrarreloj              | 8. epizód                      | Alejandro Bazzano | Álex Pina, Esther Martínez Lobato, Javier Gómez Santander, Pablo Roa, Fernando Sancristóbal és David Barrocal                 | 2017. november 16. 2019. október 4. (felirat) 2020. november 30. (szinkron) |
| 15.     | 6.      | Bella ciao                  | Jesús Colmenar és Alex Rodrigo | Álex Pina, Esther Martínez Lobato, Javier Gómez Santander, Pablo Roa, Fernando Sancristóbal, Esther Morales és David Barrocal | 2017. november 23. 2019. október 4. (felirat) 2020. november 30. (szinkron)                                                   |                                                                             |
| 15.     | 6.      | Bella ciao                  | Jesús Colmenar és Alex Rodrigo | Álex Pina, Esther Martínez Lobato, Javier Gómez Santander, Pablo Roa, Fernando Sancristóbal, Esther Morales és David Barrocal | 2017. november 23. 2019. október 4. (felirat) 2020. november 30. (szinkron)                                                   | 9. epizód                                                                   |

### 2. évad: 3. és 4. rész (2019-2020)
| Sor.    | Év.     | Cím                                                      | Rendező                     | Író | Premier                                                                  |
| 3. rész | 3. rész | 3. rész                                                  | 3. rész                     | 3. rész | 3. rész                                                                  |
| ------- | ------- | -------------------------------------------------------- | --------------------------- | --- | ------------------------------------------------------------------------ |
| 16.     | 1.      | Visszatértünk (Hemos vuelto)                             | Jesús Colmenar              | Álex Pina és Javier Gómez Santander                                                                          | 2019. július 19. 2019. október 4. (felirat) 2021. február 13. (szinkron) |
| 17.     | 2.      | Aikido (Aikido)                                          | Jesús Colmenar              | Álex Pina, Javier Gómez Santander, Juan Salvador López, Luis Moya, Alberto Úcar és David Barrocal            | 2019. július 19. 2019. október 4. (felirat) 2021. február 13. (szinkron) |
| 18.     | 3.      | 48 méterrel a föld alatt (48 metros bajo el suelo)       | Jesús Colmenar              | Álex Pina, Javier Gómez Santander, Juan Salvador López és Luis Moya                                          | 2019. július 19. 2019. október 4. (felirat) 2021. február 13. (szinkron) |
| 19.     | 4.      | A Delfin (La hora del delfín)                            | Koldo Serra                 | Javier Gómez Santander, Álex Pina, Juan Salvador López, Luis Moya és Esther Martínez Lobato                  | 2019. július 19. 2019. október 4. (felirat) 2021. február 13. (szinkron) |
| 20.     | 5.      | Slussz, passz, kész (Bum, bum, ciao)                     | Koldo Serra                 | Javier Gómez Santander, Álex Pina, Juan Salvador López és Luis Moya                                          | 2019. július 19. 2019. október 4. (felirat) 2021. február 13. (szinkron) |
| 21.     | 6.      | Semminek nincs jelentősége (Todo pareció insignificante) | Álex Rodrigo                | Javier Gómez Santander, Álex Pina, Juan Salvador López, Luis Moya és Ana Boyero                              | 2019. július 19. 2019. október 4. (felirat) 2021. február 13. (szinkron) |
| 22.     | 7.      | Gyors kiruccanás (Pequeñas vacaciones)                   | Álex Rodrigo                | Javier Gómez Santander, Álex Pina, Almudena Ramírez-Pantanella, Ana Boyero, Juan Salvador López és Luis Moya | 2019. július 19. 2019. október 4. (felirat) 2021. február 13. (szinkron) |
| 23.     | 8.      | Tévúton (La deriva)                                      | Jesús Colmenar              | Javier Gómez Santander, Álex Pina, Almudena Ramírez-Pantanella, Emilio Díez és Luis Moya                     | 2019. július 19. 2019. október 4. (felirat) 2021. február 13. (szinkron) |
| 4. rész |         |                                                          |                             | |                                                                          |
| 24.     | 1.      | Game Over (Game over)                                    | Koldo Serra                 | Esther Morales, Ana Boyero és Jaun Salvador López                                                            | 2020. április 3. 2020. április 3. (felirat) 2021. február 13. (szinkron) |
| 25.     | 2.      | Berlin esküvője (La boda de Berlín)                      | Javier Quintas              | Ana Boyero, Jaun Salvador López, Emilio Díez és Luis Moya                                                    | 2020. április 3. 2020. április 3. (felirat) 2021. február 13. (szinkron) |
| 26.     | 3.      | Anatómialecke (La boda de Berlín)                        | Álex Rodrigo                | Ana Boyero és Jaun Salvador López                                                                            | 2020. április 3. 2020. április 3. (felirat) 2021. február 13. (szinkron) |
| 27.     | 4.      | Pasodoble (Suspiros de España)                           | Jesús Colmenar              | Emilio Díez és Luis Moya                                                                                     | 2020. április 3. 2020. április 3. (felirat) 2021. február 13. (szinkron) |
| 28.     | 5.      | 5 perccel korábban (5 minutos antes)                     | Koldo Serra és Álex Rodrigo | Ana Boyero, Jaun Salvador López, Emilio Díez és Luis Moya                                                    | 2020. április 3. 2020. április 3. (felirat) 2021. február 13. (szinkron) |
| 29.     | 6.      | Teljes KO (KO técnico)                                   | Javier Quintas              | Esther Martínez Lobato, Emilio Díez és Luis Moya                                                             | 2020. április 3. 2020. április 3. (felirat) 2021. február 13. (szinkron) |
| 30.     | 7.      | Támadás a sátor ellen (Tumbar la carpa)                  | Koldo Serra                 | Emilio Díez, Luis Moya, Ana Boyero és Jaun Salvador López                                                    | 2020. április 3. 2020. április 3. (felirat) 2021. február 13. (szinkron) |
| 31.     | 8.      | A párizsi terv (Plan París)                              | Jesús Colmenar              | Ana Boyero, Emilio Díez, Luis Moya és Jaun Salvador López                                                    | 2020. április 3. 2020. április 3. (felirat) 2021. február 13. (szinkron) |

### 3. évad: 5. rész (2021)
| Sor.        | Év.         | Cím                                                     | Rendező                        | Író | Premier                                 |
| 1. felvonás | 1. felvonás | 1. felvonás                                             | 1. felvonás                    | 1. felvonás | 1. felvonás                             |
| ----------- | ----------- | ------------------------------------------------------- | ------------------------------ | --- | --------------------------------------- |
| 32.         | 1.          | Az út vége (El final del camino)                        | Jesús Colmenar és Kolda Serra  | Lacasa De Papel | 2021. szeptember 3. 2021. szeptember 3. |
| 33.         | 2.          | Hiszel a reinkarnációban? (¿Crees en la reencarnación?) | Jesús Colmenar                 | Juan Savador López, Javier Gómez Santander és Álex Pina                                                                  | 2021. szeptember 3. 2021. szeptember 3. |
| 34.         | 3.          | Üdv az élet show-jában! (El espectáculo de la vida)     | Kolda Serra                    | Juanjo Ramírez Mascaró, Juan Savador López, Javier Gómez Santander és Álex Pina                                          | 2021. szeptember 3. 2021. szeptember 3. |
| 35.         | 4.          | A helyed a mennyben (Tu sitio en el cielo)              | Álex Rodrigo és Jesús Colmenar | Juanjo Ramírez Mascaró, Juan Savador López, Javier Gómez Santander és Álex Pina                                          | 2021. szeptember 3. 2021. szeptember 3. |
| 36.         | 5.          | Sok élet vár még rád (Vivir muchas vidas)               | Jesús Colmenar és Koldo Serra  | Juanjo Ramírez Mascaró, Juan Savador López, David Barrocal, Esther Martínez Lobato, Javier Gómez Santander és Álex Pina  | 2021. szeptember 3. 2021. szeptember 3. |
| 2. felvonás |             |                                                         |                                | |                                         |
| 37.         | 6.          | Leereszteni a gőzt (Válvulas de escape)                 | Koldo Serra és Alex Rodrigo    | Juanjo Ramírez Mascaró, Juan Salvador López, David Barrocal, Esther Martínez Lobato, Javier Gómez Santander és Álex Pina | 2021. december 3. 2021. december 3.     |
| 38.         | 7.          | Vágyálom (Ciencia ilusionada)                           | Albert Pintó                   | Juanjo Ramírez Mascaró, Juan Salvador López, David Barrocal, Esther Martínez Lobato, Javier Gómez Santander és Álex Pina | 2021. december 3. 2021. december 3.     |
| 39.         | 8.          | Mi az elegancia? (La teoría de la elegancia)            | Alex Rodrigo                   | David Barrocal, Esther Martínez Lobato és Álex Pina                                                                      | 2021. december 3. 2021. december 3.     |
| 41.         | 9.          | Hálószobatitok (Lo que se habla en la cama)             | Koldo Serra                    | Juan Salvador López, David Barrocal, Javier Gómez Santander és Álex Pina                                                 | 2021. december 3. 2021. december 3.     |
| 42.         | 10.         | Családi hagyomány (Una tradición familiar)              | Jesús Colmenar                 | Juan Salvador López, David Barrocal, Esther Martínez Lobato. Javier Gómez Santander és Álex Pina                         | 2021. december 3. 2021. december 3.     |